# Киани, Мехди
Мехди Киани (перс. مهدی کیانی‎; 10 января 1987 года, Нехавенд) — иранский футболист, играющий на позиции полузащитника. Ныне выступает за иранский клуб «Сепахан».

## Клубная карьера
Мехди Киани начинал свою карьеру футболиста в 2008 году в клубе «Трактор Сази» из города Тебриз, выступавшем тогда в Лиге Азадеган. В 2009 году команда вышла в Про-лигу. 7 августа того же года Киани дебютировал в главной иранской лиге, выйдя в основном составе в гостевом поединке против команды «Саба Ком». 22 апреля 2011 года Киани забил свой первый гол на высшем уровне, ставший победным в гостевом матче с «Пайканом».
Летом 2015 года Мехди Киани был отдан в аренду другому тебризскому клубу «Гостареш Фулад», но уже в декабре того же года вернулся в «Трактор Сази».

## Достижения
«Трактор Сази»
- Победитель Лиги Азадеган (1): 2008/09
- Вице-чемпион Ирана (3): 2011/12, 2012/13, 2014/15
- Обладатель Кубка Ирана (1): 2013/14
  - Финалист Кубка Ирана (1): 2016/17